# 大分県章

大分県徽章（1911年制定）

大分県徽章（おおいたけんきしょう、通称: 大分県章、おおいたけんしょう）は、日本の都道府県の一つ、大分県の徽章である。

## 概要
1911年10月5日の県告示第351号「大分県徽章雛形」により制定された。旧著作権法の規定により、1942年1月1日よりパブリックドメインとなっている。
漢字の「大」を円形に図案化し、県民の仲がよいことと、大分県の発展とを表現したものである。
1921年に制定された沖縄県那覇市の市章（片仮名の「ナハ」を図案化）は、本県章とデザインが酷似している。
大分県旗は、1956年7月24日に大分県徽章とはデザインが異なるものが別途制定されており、大分県は兵庫県、愛媛県、佐賀県、宮崎県と並んで県章と県旗のデザインが異なる県の一つとなっている。